# BBÖ VT 30
Der BBÖ VT 30 war ein Verbrennungstriebwagen der Bundesbahnen Österreich (BBÖ). Der Prototyp entstand 1924 in der Hauptwerkstätte Floridsdorf (Jedlesee) durch Umbau aus dem ehemaligen Wiener Stadtbahnwagen 35-327 der Gattung Cu.

## Geschichte und technische Daten
Nach seiner Ablieferung wurde das Fahrzeug der Zugförderungsstelle Mistelbach zugewiesen und dort bis 1936 eingesetzt. 1938 wurde es von der Deutschen Reichsbahn übernommen und als 721 in Zweitbesetzung bezeichnet. Laut Bestandslisten ist der Wagen am 11. Juli 1939 ausgemustert worden.

## Aufbau
Auf einer der beiden Plattformen des Spenderwagens wurde die Maschinenanlage, bestehend aus einem Vierzylinder-Viertakt-Ottomotor und einem mechanischen Dreiganggetriebe, platziert. Der Antriebsmotor leistete bei einer Drehzahl von 900 min−1 38 kW (52 PS). Er besaß einen Vergaser von Pallas und eine Magnetzündung von Bosch. Angelassen wurde der Motor elektrisch, er konnte zudem durch eine abnehmbare Handkurbel gestartet werden.
Vom Motor wurde über eine fußbediente Einscheibentrockenkupplung ein mechanisches Schaltgetriebe mit den drei Gangstufen 8/20/40 km/h angetrieben. Die einzelnen Gänge wurden durch Radverschiebungen geschaltet. Im mechanischen Getriebe enthalten war auch das Wendegetriebe. Von seinem Ausgang wurde die dem Antriebsmotor näher gelegene Achse durch eine doppelte Rollenkette angetrieben. Die Kühlwasserbehälter und deren Kühler waren ebenso wie der Tank des Wagens auf dem Wagendach untergebracht. Das ergab ein natürliches Gefälle für die Zufuhr des Kraftstoffes zum Motor.